# Чорний Орлов (діамант)
Чорний Орлов — чорний діамант, також відомий під назвою «Око Брахми». Чорний Орлов важить 67.50 каратів (13.500 г). Діамант, який першопочатково важив 195 каратів (39.0 г), був, ймовірно, відкритий в Індії в XIX столітті.